# Катедра за романистику Филолошког факултета Универзитета у Београду
Катедра за романистику основана је 1960. године када се од Филозофског факултета у Београду пребацила на Филолошком факултету у Београду и данас је чине Група за француски језик, књижевност и културу и Група за румунски језик, књижевност и културу.

## Историјат
Катедра за романистику је најстарија романистичка  катедра  у Србији, али  и  земљама  бивше Југославије и данас је једна од 16 организационих  јединица Филолошког факултета  Универзитета  у  Београду. Кад је 1905. године званично оформљен Универзитет настала је Романска филологија у саставу Филозофског факултета. У њој је прво деловао Семинар за француски језик, у оквиру кога су се други романски језици (италијански и румунски )  могли слушати као факултативни или изборни предмет. Након реорганизације Филозофског факултета 1948. године, Романска филологија постаје Катедра за романске језике и књижевности, а по издвајању Филолошког факултета  од  Филозофског 1960. године, Катедра је преименована у Одсек за романистику. Од 2000. године  Катедру за романистику  чине Група за француски језик, књижевност и културу и Група за румунски језик, књижевност и културу. 

## Образовање на катедри за романистику
Група  за  француски  језик, књижевност и културу организациона је јединица у саставу Катедре за романистику. Настала је пре 125 година и једна је од најстаријих студијских група на Универзитету у Београду, а и старија од самог Филолошког факултета који постоји од 1960. године. Од 1905. Године на Београдском универзитету  настанак  Семинара  за  француски  језик  обележио је Богдан Поповић, великан српске културе и први наставник који је предавао француски језик  и  књижевност  на Семинару. Урош Петровић је први наставник који се специјализовао за француску књижевност,  добио је доцентско место 1908. године одбранивши докторат на Сорбони.
Група за румунски језик и књижевност се по завршетку  Првог светског рата на тадашњем Филозофском факултету могао изучавати као помоћни и факултативни предмет, студије румунистике на Филолошком факултету Универзитета у Београду развијају се, првенствено заслугом проф. др Радуа Флоре, од 1963. године. Наставу је похађало у просеку пет студената  годишње до краја осамдесетих година, али се број знатно повећао почетком деведесетих година. Данас румунски језик уписује петнаест студената годишње, како оних који немају предзнање о румунском  језику, тако  и оних који су основно и средње образовање завршили на румунском језику и за њих се настава држи посебно. 

## Сарадња са другим установама
Група за француски језик и књижевност при Катедри за романистику остварује  сарадњу с Одсеком за романистику Филозофског факултета Универзитета у Новом Саду, Катедром за романистику Филолошко-уметничког факултета Универзитета у Крагујевцу и Департманом за француски језик и књижевност Филозофског факултета Универзитета у Нишу - организују међународни романистички тематски научни скуп Les études françaises aujourd’hui, који окупља како франкороманисте из Србије, земаља бивше Југославије, других земаља из окружења, тако и истраживача с француског говорног подручја и шире. 
Филолошки факултет Универзитета у Београду потписао је споразум о сарадњи с Француском школом у Београду и Огледном основном школом Владислав Рибника. На основу ових споразума студенти који су уписани на профил Француски језик, књижевност, култура на четвртој години у оквиру предмета Методика наставе француског језика одлазе на хоспитовање и практичну обуку за рад у образовним институцијама. У оквиру сарадње с Француском школом у Београду др Филип Бонолас, наставник француског и латинског језика и књижевности, дуги низ година на Катедри за романистику држи семинаре из књижевности 17. века. 
Студентима се пружа несвакидашња могућност да се стручно и бесплатно усавршавају широм Румуније  захваљујући  сарадњи  са универзитетима у Румунији, посебно универзитетом у Букурешту. Сваке године велики број студената током летњег распуста одлази на једномесечне међународне курсеве којима присуствују студенти из целог света. 
Досадашња пракса показала је да су студенти Групе за румунски језик, књижевност и културу у више наврата постигли максималне резултате истичући се као најбољи не само кад је реч о језичким вештинама, већ и као вични познаваоци румунске књижевности, културе и цивилизације уопште.